# Otto Weber (Theologe)
Otto Heinrich Weber (* 4. Juni 1902 in Mülheim am Rhein; † 19. Oktober 1966 in St. Moritz) war ein Professor für Reformierte Theologie.

## Leben
Weber studierte von 1921 bis 1925 in Bonn und Tübingen Theologie. Er stand damals unter dem Einfluss von Adolf Schlatter und Karl Barth, über dessen Kirchliche Dogmatik er 1950 eine Monographie vorlegen sollte. In den Jahren 1925 bis 1927 absolvierte er sein Vikariat in Herchen an der Sieg; während dieser Zeit war er auch Lehrer an der dortigen Realschule. Nachdem er sein Zweites Theologisches Examen abgelegt hatte, wurde er Dozent an der Theologischen Schule Elberfeld.
1933 trat er der NSDAP und den Deutschen Christen bei. Im September desselben Jahres wurde er in das Geistliche Ministerium nach Berlin berufen. Die Kundgebung im Berliner Sportpalast im November 1933 führte zu seinem Austritt aus der deutsch-christlichen Bewegung; im folgenden Monat trat er als Geistlicher Minister zurück. Er blieb jedoch bis Ende 1934 noch als kommissarischer Vertreter des reformierten Bekenntnisses im Geistlichen Ministerium.
1934 wurde er Professor für Reformierte Theologie an der Universität Göttingen. Bald darauf erschien sein erstes umfangreicheres Lehrbuch, die Bibelkunde des Alten Testaments in zwei Bänden. In diesem Werk stellte er einerseits das Alte Testament als Teil des christlichen Kanons dar, verwendete aber andererseits auch zahlreiche antisemitische Formulierungen.
Ein Schwerpunkt seiner Forschung wurde Johannes Calvin. 1936 bis 1938 übersetzte er dessen Institutio Christianae Religionis. Gleichzeitig fungierte er als Obmann des Nationalsozialistischen Deutschen Dozentenbundes in Göttingen. 1938 promovierte er bei Emanuel Hirsch, dem er im Frühjahr 1939 auf dem Posten des Dekans nachfolgte. Das Amt des Dekans übte er mit einer Unterbrechung 1943 bis zum Kriegsende aus. 1943 wurde er zur Wehrmacht eingezogen und in einem Kriegsgefangenenlager in Oberschlesien eingesetzt.
Als Angehöriger des Geistlichen Vertrauensrates gehörte er zu dem Kreis von Theologen, die in einem Brief an den Bischof Theophil Wurm die Ausstoßung der „nichtarischen“ Gläubigen aus der Deutschen Evangelischen Kirche befürworteten.
1949 war Webers Entnazifizierungsverfahren abgeschlossen. Obwohl ihm die Entlastung nach Kategorie V zugesprochen worden war, beschäftigte ihn das Thema seiner Schuld während des Nationalsozialismus weiter.

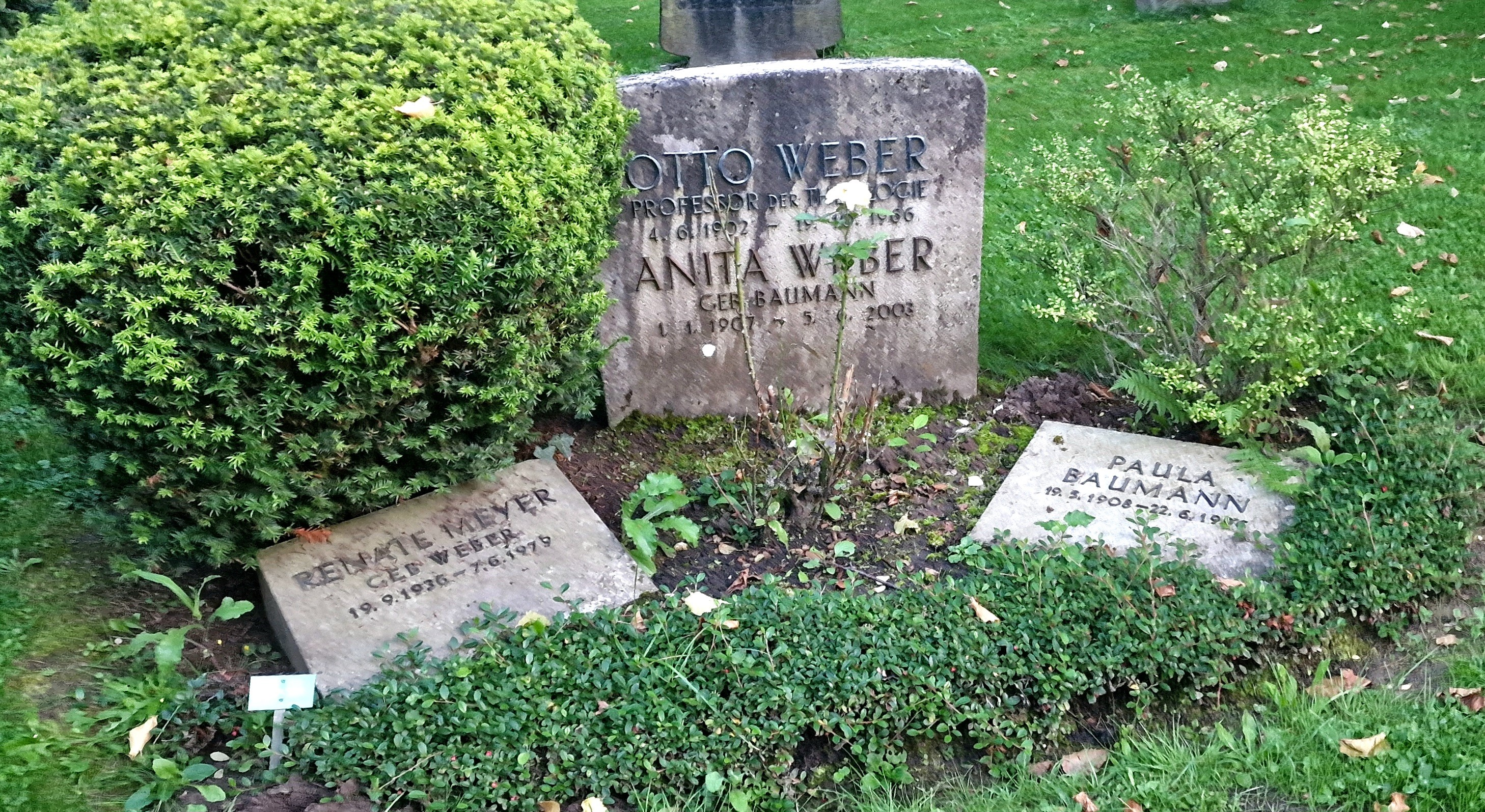
Grabstein Otto Weber auf dem Stadtfriedhof Göttingen

In der Nachkriegszeit war Weber zeitweise Dekan der theologischen Fakultät Göttingen, nämlich 1950/51 und 1957/58. 1958/59 war er Rektor der Universität Göttingen. Ab 1958 war er Presbyter der reformierten Gemeinde in Göttingen, 1963 bis 1965 Landessynodaler der Evangelisch-reformierten Kirche in Nordwestdeutschland.
Er war von 1961 bis 1966 Vorsitzender des Gründungsausschusses der Universität Bremen und vom 26. Mai 1964 bis zum 16. Mai 1966 ihr erster Gründungsrektor. Sein Nachfolger als zweiter Gründungsrektor wurde der Kieler Mediziner Wolfgang Bargmann. Auch nach seinem Rücktritt als Gründungsrektor blieb Otto Weber Mitglied des Gründungsausschusses.

## Veröffentlichungen (Auswahl)
- Die Frage nach der Freude und das neue Testament, Elberfeld 1928 [1929?].
- Das Lebensgefühl unserer Zeit als Frage an die Kirche, Neukirchen 1932.
- Gottesdienst und evangelische Verkündigung. Eine Auseinandersetzung mit den liturgischen Reformbestrebungen der Gegenwart, Neukirchen 1933.
- Jahwe, der Gott, und Jahwe, der Götze, Neukirchen 1933.
- Die Auslegung der Heiligen Schrift als theologische Frage, Neukirchen 1934.
- Bibelkunde des Alten Testaments. Ein Arbeitsbuch.
  - Bd. 1: Gesetz und prophetische Geschichte, Berlin.
  - Bd. 2: Prophetenbücher und Schriften, Hamburg.
- Weicht, ihr Trauergeister! Eine Betrachtung über die Freude, Berlin 1938.
- Die Hugenotten und das deutsch-französische Problem, Berlin 1938.
- Versammelte Gemeinde. Beiträge zum Gespräch über Kirche und Gottesdienst. Buchhandlung des Erziehungsvereins, Neukirchen 1949; 2. Auflage 1975, Neukirchener Verlag, Neukirchen-Vluyn.
- Karl Barths kirchliche Dogmatik. Ein einführender Bericht zu den Bänden I,1 bis IV,3,2. Buchhandlung des Erziehungsvereins, Neukirchen 1950; 12. Auflage 2002, Neukirchener Verlag, Neukirchen-Vluyn.
- Grundlagen der Dogmatik, 2 Bde. Neukirchen 1955/62; 7. Auflage 1987.
- Warum evangelisch? Vom Protest zum Bekenntnis, Wuppertal-Barmen 1956.
- Das lösende Wort. Erwägungen über das seelsorgerliche Einzelgespräch, Neukirchen o. J. [1957]
- Der euch berufen hat. Predigten und Erwägungen zur Predigt, Neukirchener Verlag, Neukirchen 1960.
- Wort und Antwort. Predigten und Erwägungen zur Predigt. Neukirchener Verlag, Neukirchen 1966.
- Predigt-Meditationen, Göttingen 1967.
- Die Treue Gottes und die Kontinuität der menschlichen Existenz, Gesammelte Aufsätze 1, Neukirchen 1967.
- Die Treue Gottes in der Geschichte der Kirche, Gesammelte Aufsätze 2, mit einer Bibliographie Otto Weber (BGLRK 29), Neukirchen 1968.
- als Übersetzer: Johannes Calvin: Unterricht in der christlichen Religion. 3 Bde. + Register. Buchhandlung des Erziehungsvereins, Neukirchen 1936–1951; 5. Auflage 1988.

## Archive
Eine Zusammenstellung der Archive, die Otto Weber betreffen, findet sich in Vicco von Bülow: Otto Weber (1902-1966). Reformierter Theologe und Kirchenpolitiker, S. 421–434.